# Eustace Barnes
Eustace Barnes (* 1963 in Faversham, Kent, England) ist ein britischer Vogelillustrator und Leiter von Vogelbeobachtungstouren. 

## Leben
Barnes wuchs als Sohn einer Künstlerfamilie in Faversham auf. Bereits im frühen Alter entwickelte er eine Leidenschaft für die Vogelbeobachtung und die Malerei. Als Teenager beobachtete er Vögel in den Sümpfen im nördlichen Kent, in Frankreich, in Spanien und in der Türkei. In den frühen 1980er-Jahren bereiste er Europa, bevor er Geographie und Biologie studierte. Nach seiner Graduierung an der University of Leeds zog Barnes nach Peru, wo er für das Explorer’s Inn, ein Landhaus im Naturreservat Tambopata in Madre de Dios, als Naturforscher und Tourleiter im Amazonas-Regenwald arbeitete. In Südamerika entwickelte Barnes ein Interesse an der Familie der Ameisenvögel und an der Vogelstimmenaufzeichnung. Er verbrachte mehrere Jahre im Feld und besuchte abgelegene und wenig erforschte Regionen in ganz Südamerika. In Cusco lernte Barnes den Vogelbeobachter Barry Walker kennen, mit dem er Vogelbeobachtungstouren in Peru und Bolivien organisierte. Ferner bereiste er Asien, Australasien und Afrika. Vor allem im Himalaya, insbesondere in Bhutan, und in der chinesischen Provinz Sichuan organisierte er einige Touren. 
Barnes illustrierte mehrere Bücher, darunter Pigeons and Doves: A Guide to Pigeons and Doves of the World von David Gibbs (2001), Field Guide to the Birds of Peru von James F. Clements, Naom Shany und Dana Gardner (2001), The Bowerbirds: Ptilonorhynchidae (Bird Families of the World) von Clifford Brodie Frith und Dawn Whyatt Frith (2004) und Cotingas and Manakins von Guy M. Kirwan and Graeme Green (2011).
Barnes ist verheiratet und hat einen Sohn.

## Filmografie
- 1999: Wild and Dangerous: Birdman of the Amazon (BBC-Dokumentation mit Eustace Barnes)